# 大野えり
大野 えり（おおの えり、本名：久墨えり、1955年1月23日 - ）は、日本のジャズ歌手。愛知県名古屋市出身、東京都世田谷区在住。

## 来歴
名古屋の御園座出演者の常連宿・今は無き大野家旅館の長女として生まれる。同志社大学英文学科卒業。大学では軽音楽部に入り、在学中からライヴ活動を開始する。大学3年の時、ザ・サードハード・オーケストラと共に山野ビッグバンド・コンテストで審査員特別賞を受賞。
1979年、日本コロムビアよりアルバム『Touch My Mind』でデビュー。以後、ハンク・ジョーンズ率いるGreat Jazz Trio との共演盤を含め、8枚のアルバムをリリース。その他、DJ KRUSHのアルバムに参加、「ルパン三世」のエンディングテーマ、TVCM「真赤な太陽」等多岐に渡り活動。
2006年5月3日、通算9枚目となるNY録音盤『Sweet Love』を発表。精力的にライヴ活動を行っている。他、ヤマハ音楽教室、リズムセブンアカデミーでボーカル講師もつとめている。

## 経歴
- 1973年 - 同志社大学文学部英文科入学入学と同時に、軽音楽部に入部。ここでジャズと出会い歌い始める。京阪神のライブハウスで活動開始。
- 1975年 - 3年の時、ザ・サードハード・オーケストラと共に山野ビッグバンド・コンテストに出場。バンドは最優秀賞、大野自身も審査員賞を受ける。
- 1977年 - 同志社大学卒業。卒業後も京阪神のライブハウスで活動。
- 1978年 - 6月上京。“ミンゴス・ムジコ”“ミスティ”等に出演し、佐藤允彦、日野元彦、杉本喜代志、後藤芳子、伊藤君子より応援を受ける。
- 1979年 - 5月25日佐藤允彦プロデュースにより、日本コロムビアより1stアルバム『タッチ・マイ・マインド』を発表。12月25日杉本喜代志プロデュースによる2ndアルバム『フィーリング・ユア・ラブ』発表。12月31日渋谷バンテオンで（ミッドナイト・ジャズ・イン’79 into’80）山下洋輔、渡辺香津美、向井滋春らに混じってジャズ・フェスデビュー。
- 1980年 - 6月より、日立製作所の企業CM「トラッド・マン」が以降2年半に渡り流れる。レギュラーグループ「Good Question」結成。10月25日大徳俊幸プロデュースによる3rdアルバム『eri』発表。11月から翌年1月までGood Questionと共に、全国80ケ所のコンサートツアーを行う。
- 1981年 - 10月25日 4th アルバム『Good Question』発表。初のオリジナル・アルバムとなる。10月-11月 フィリピン“ザ・ペスト・オブ・ニッポン・ジャズ”に参加。12月 草月ホール、大阪SABホールにてコンサート。
- 1982年 - 6月21日 セシル・マクビー（B）、ビリー・ハート（Ds）を迎え5thアルバム『えり・マイ・ディア』発表。12月 ピリー・ハートを招聘し、コンサートを行う。
- 1988年 - 2月Good Question解散。7月21日 白井良明プロデュースによる6thアルバム『トーク・オブ・ザ・ダウン』発表。
- 1984年 - 1月21日 ハンク・ジョーンズ（P）、エディ・ゴメス（B）、ジミー・コブ（Ds）から成るグレイト・ジャズ・トリオとの共演によるコール・ポーターを特集した7thアルバム『イージー・トゥ・ラブ』発表。
- 1985年 - 11月1日 東芝EMIに移籍。初の日本語オリジナルを含む8thアルバム『L’EVEIL』発表。
- 1986年 - 6月 パリダカール・ラリーのドキュメント映画『栄光への挑戦』の主題歌シングル、宇崎竜童：作曲、阿木燿子：作詞による「愛のヴィクトリー」をリリース。津田ホールにてクラシック・フルート秦者の中山早苗のリサイタルにゲストとしてクラシック・ピアニスト藤井一興と共に出演。
- 1988年 - Invitationよりトヨタ・チェイサーのイメージソング「Who are you」発表。ヴィニー・カリウダ、アレツクス・アクーニヤと共に、LAで録音。
- 1989年 - デイヴィッド・T・ウォーカー（G）、ジェイムス・ギャドソン（Ds）、山岸潤史と共に汐留PIT他全国3箇所でコンサート。
- 1990年 - 北京一（マイム）とヴォイス、中山早苗（フルート）のトリオ活動開始。
- 1991年 - 映画『MISTY』主題歌・歌唱。墨田区主催、北京一・作・演出『パントマイム・sumidagawa』にモダンダンスの折田克子他と共に出演する。
- 1993年 - 映画ルパン三世エンディング・テーマ曲・歌唱。英語・日本語での作詞並びに作曲を発表、同時に「Open Opera Band」の活動を開始する。
- 1996年 - パンスクールオプミュージックにてボーカルの講師を勤める。
- 1997年 - DJ KRUSHのアルバム『未来』にゲストボーカルとしてフィーチャリングされる。
- 1998年 - デジタルサウンドユニット『A.I.F.F / Artistic Impression For Future』結成。
- 1999年 - 5月 A.I.F.F 1stアルバム『Gaァ。Doォ。Gaァ。Daァ』発表。10月DJ KRUSHの新プロジェクトアルバム『流』にゲストボーカルとしてフィーチャリングされる。
- 2002年-ハワイにてINTERNATIONAL COMMITTEE OF ARTIST FOR PEACEが主催するALOHA PEEACE CONCERT（The World is Ours to Change）に出演。共演にハービー・ハンコック、ウェイン・ショーター等。
- 2003年 - シャープのエアコンのCMソング「真赤な太陽」を歌う。
- 2006年 - 大野俊三プロデュース、George Colligan（Pf）、クラレンス・ペン（Drm）、James Genus（Ba）を迎えたNY録音盤9thアルバム『Sweet Love』を発表。
- 2009年 - 長岡成貢のアルバム『Romantic GOLD』に歌詞・Voで一曲参加（The Limelight of Love feat Eri Ono）
- 2012年 - ジャズ・スタンダード集『Eri Ohno Standards』【若井優也（Pf）・米木康志（Ba）・原大力（Drm）】をリリース。
- 2014年 - デューク・エリントン, ビル・エヴァンス, セロニアス・モンク等の楽曲を集めた『Dialogue』を発表。若井優也とのDuo Albumで、自身初のコンサートホールでのレコーディング作品。
- 2015年 - NY録音盤『How My Heart Sings』リリース。若井優也（Pf）・Buster Williams （Ba）、Al Foster（Drm）と録音。レコーディング・エンジニアは、2016年度グラミー賞・ベストラテン・アルバムにも参加しているDavid Stoller。